# Felix Jacke

Felix Jacke

Wilhelm Felix Guido Hellmuth Jacke (* 15. März 1897 in Magdeburg; † 4. August 1954 in Dortmund) war ein deutscher Politiker (NSDAP).

## Leben und Wirken
Er war der Sohn des Kaufmanns Guido Jacke und der Anna geb. Tchorreck. Nach dem Besuch der Volksschule und der Oberrealschule in Magdeburg absolvierte er anschließend eine kaufmännische Lehre in Berlin. Nach dem Ausbruch des Ersten Weltkrieges meldete Jacke sich am 2. September 1914 als Kriegsfreiwilliger. Von 1919 bis 1931 war er als Kaufmann in Berlin und Magdeburg tätig. 1933 wirkte er als Kaufmann in Magdeburg, Halberstädter Straße 129a.
Zum 1. September 1929 trat Jacke in die NSDAP ein (Mitgliedsnummer 147.037), für die er fortan als Kreisleiter und Reichsredner tätig war. Im Juli 1932 wurde er als Kandidat seiner Partei für den Wahlkreis 10 (Magdeburg) in den Reichstag gewählt, dem er in der Folge ohne Unterbrechung bis zum März 1936 angehörte.
In der Zeit des Nationalsozialismus war Jacke Kreisleiter in Sprottau.